# Nathan Gale
Nathan Gale (11 septembre 1979 à Marysville - 8 décembre 2004 à Columbus) est l'auteur de l'assassinat du guitariste « Dimebag » Darrell Abbott du groupe Pantera pendant un concert du groupe Damageplan à l’Alrosa Villa club, à Columbus, Ohio, le 8 décembre 2004.
Les faits se sont produits juste après le début du concert. Gale saute sur la scène, évite les musiciens et prend pour cible au moins cinq fois la tête d’Abbott. Gale se retourne ensuite et tire dans la foule, tuant trois autres personnes et en blessant deux autres.
Au total, Gale tire 15 coups. Ayant des munitions pour une trentaine de coups sur lui, il tire 10 coups, recharge son arme et fait feu encore cinq fois avant d’être abattu par l’officier de police James Niggemeyer.
L’arme que Gale a utilisée est un pistolet semi-automatique offert par sa mère qui « était fière de ses actions militaires ».
Plus tôt dans la journée, Gale avait eu une vive altercation dans un salon de tatouage de la ville, les produits de tatouage qu’il désirait acheter n’étant pas disponibles et un artiste qui était là lui disant qu’« il devait être un artiste pour acheter ce qu’il voulait et qu’on ne vendait pas de telles choses ». Sur ce, Gale lui jeta son journal et le traita de « sale con » et de « menteur ».
Selon sa mère, Gale a été radié des Marines en 2003 en raison d’une schizophrénie diagnostiquée par l’Armée. Elle affirme aussi que Gale avait des problèmes de drogue durant ses études et qu’il était obsédé par le groupe Pantera : il croyait apparemment que Pantera avait volé et utilisait sa musique. Selon ses amis, Gale croyait même que Pantera « était en train de lui voler son identité ». Un ami raconte l’anecdote suivante : Gale se présente à une répétition du groupe avec une partition en prétendant l’avoir écrite, alors que le groupe savait que c’était de la musique de Pantera.
Moins d’un an plus tôt, le 5 avril 2004, Gale s'était bagarré sur scène avec des hommes de la sécurité au cours d’un spectacle de Damageplan à Cincinnati, causant 1 800 $ de dommages.
Gale était originaire de Marysville dans l’Ohio. Passionné de musique mais aussi de sport, il avait joué pendant un certain temps comme attaquant dans une équipe de football semi-professionnelle, la Lima Thunder.